# 一氧化钇
一氧化钇是一种无机化合物，化学式为YO，其中Y为+2价。它可由三氧化二钇在氟化钙（001）基底上于350 °C通过KrF（或XeCl）准分子激光照射，于氩气（含氧1%）中沉积得到。它可以和氯甲烷反应，生成YO(CH3Cl)配合物。